# Ship to Wreck
"Ship to Wreck" é uma canção da banda inglesa Florence and the Machine, lançada em 8 de abril de 2015 como o segundo single do terceiro álbum de estúdio da banda, How Big, How Blue, How Beautiful. Foi escrita por Florence Welch e Tom Hull, e produzida por Markus Dravs e Kid Harpoon. A faixa recebeu indicações ao Grammy na categoria Best Duo/Group Performance e ao MTV Music Awwards na categoria Best Rock Video.

## Composição
"Ship to Wreck" é um folk rock, pop rock, e soft rock música que carrega um "som otimista e saltitante", em contraste com as letras, que falam de comportamento autodestrutivo. A música quase não fez o corte para How Big, How Blue, How Beautiful, como o produtor Markus Dravs havia desaprovado Welch para escrever mais músicas sobre a água, um tema recorrente no álbum anterior da banda, Ceremonials (2011), mas ela conseguiu incluí-lo. Em um comunicado de imprensa, Welch explicou o significado por trás da música, dizendo: "Eu estava pensando sobre o meu lado auto-destrutivo, e como você pode fazer algo apenas para derrubá-lo, desfrutar/destruir, criar/devastar etc. Quando você nesse redemoinho, você geralmente acaba quebrando a coisa que mais ama."

## Recepção Critica
Jason Lipshutz da Billboard incluiu "Ship to Wreck" em sua lista "Top 10 Songs of 2015 (até agora)" em junho de 2015, afirmando: "Florence Welch pode ter atingido um novo pico com o terceiro álbum How Big, How Blue, How Beautiful "Ela certamente nunca foi mais eficaz como artista ao vivo, e "Ship To Wreck" demonstra que ela ainda está crescendo como compositora pop. Tudo vem junto para Florence + The Machine em seu último single, enquanto a voz de Welch gira em torno do arranjo delgado e aperta com força o refrão". A Rolling Stone classificou "Ship to Wreck" no número 26 em sua lista das 50 melhores músicas de 2015. A música também alcançou o número 40 no Triple J Hottest 100 anual de 2015.

## Gráficos

### Gráficos semanais
| Gráficos (2015)                                           | Melhor posição |
| --------------------------------------------------------- | -------------- |
| Alemanha (Official German Charts)                         | 81             |
| Austrália (ARIA)                                          | 48             |
| Áustria (Ö3 Austria Top 40)                               | 66             |
| Bélgica (Ultratop 50 Flanders)                            | 12             |
| Bélgica (Ultratop 50 Wallonia)                            | 48             |
| Canadá Rock (Billboard)                                   | 11             |
| Escócia (Official Charts Company)                         | 15             |
| Eslovênia (SloTop50)                                      | 36             |
| Estados Unidos Bubbling Under Hot 100 Singles (Billboard) | 14             |
| Estados Unidos Adult Alternative Songs (Billboard)        | 1              |
| Estados Unidos Alternative Songs (Billboard)              | 8              |
| Estados Unidos Hot Rock Songs (Billboard)                 | 11             |
| França (SNEP)                                             | 125            |
| Irlanda (IRMA)                                            | 38             |
| Nova Zelândia (Recorded Music NZ)                         | 37             |
| Polónia (Polish Airplay New)                              | 1              |
| Reino Unido (Official Charts Company)                     | 27             |